# Lasiophanes pulvereus
Lasiophanes pulvereus là một loài bọ cánh cứng trong họ Cerambycidae.